# Phare de Bjarnarey
Le phare de Bjarnarey est un phare situé dans la région d'Austurland, sur l'île de Bjarnarey. Il marque l'entrée méridionale du Vopnafjörður.